# Liste der denkmalgeschützten Objekte in Taufkirchen an der Pram
Die Liste der denkmalgeschützten Objekte in Taufkirchen an der Pram enthält die denkmalgeschützten, unbeweglichen Objekte der Gemeinde Taufkirchen an der Pram im Bezirk Schärding (Oberösterreich).

## Denkmäler
| Foto |                 | Denkmal                                                                             | Standort                                               | Beschreibung | Metadaten |
| ---- | --------------- | ----------------------------------------------------------------------------------- | ------------------------------------------------------ | --- | --- |
| ja   | Datei hochladen | Kath. Filialkirche hl. Laurentius HERIS-ID: 59930 Objekt-ID: 71621                  | bei Wagholming 3 Standort KG: Schwendt                 | Die Filialkirche im spätgotischen Stil stammt aus dem frühen 15. Jahrhundert und wurde nach einem Brand im Jahr 1787 durch den Freiherrn von Risenfels auf Schloss Schwendt, zu dessen Herrschaft die Kirche bis in das frühe 19. Jahrhundert auch gehörte, umgestaltet.                                             | BDA-Hist.: Q1413129 Status: § 2a Stand der BDA-Liste: 2025-06-30 Name: Kath. Filialkirche hl. Laurentius GstNr.: .26 Filialkirche hl. Laurentius, Wagholming                      |
| ja   | Datei hochladen | Kath. Pfarrkirche Mariae Verkündigung und Friedhof HERIS-ID: 52627 Objekt-ID: 59928 | Eferdinger Straße Standort KG: Taufkirchen an der Pram | Die auf einem Hügel situierte gotische Kirche wurde nach der Mitte des 15. Jahrhunderts wohl mit dem Baumeister Stephan Krumenauer erbaut. | BDA-Hist.: Q26206282 Status: § 2a Stand der BDA-Liste: 2025-06-30 Name: Kath. Pfarrkirche Mariae Verkündigung und Friedhof GstNr.: .1/1, .1/2 Pfarrkirche Taufkirchen an der Pram |
| ja   | Datei hochladen | Ortskapelle HERIS-ID: 74340 Objekt-ID: 87742                                        | gegenüber Laufenbach 23 Standort KG: Laufenbach        | Der halbkreisförmige Saalbau mit Mittelturm wurde 1819 erbaut und 1992 renoviert. Die Einrichtung stammt aus dem 19. Jahrhundert. | BDA-Hist.: Q38134417 Status: § 2a Stand der BDA-Liste: 2025-06-30 Name: Ortskapelle GstNr.: 20 Kapelle Laufenbach - Taufkirchen                                                   |
| ja   | Datei hochladen | Wohnhaus, Bilgerhaus, Bilger-Breustedt-Haus HERIS-ID: 111282 Objekt-ID: 129075      | Leoprechting 10 Standort KG: Taufkirchen an der Pram   | Das Gebäude wurde 1864 als zweigeschoßiges Auszugshaus erbaut und im 20. Jahrhundert mehrfach erweitert. Ab 1938 wurde es von Margret Bilger und ab 1948 auch von ihrem Partner Hans Joachim Breustedt als Wohnhaus und Atelier genutzt. Seit 2004 ist ein Museum und Ausstellungshaus in dem Gebäude untergebracht. | BDA-Hist.: Q37823046 Status: Bescheid Stand der BDA-Liste: 2025-06-30 Name: Wohnhaus, Bilgerhaus, Bilger-Breustedt-Haus GstNr.: .118/2 Bilgerhaus Taufkirchen                     |